# Milan Milić
Milan Milić (Aleksandrovac, 14 de mayo de 1998) es un jugador de balonmano serbio que juega de lateral derecho en la RK Vojvodina. Es internacional con la selección de balonmano de Serbia.
Su primer gran campeonato con la selección fue el Campeonato Mundial de Balonmano Masculino de 2019.

## Palmarés

### Nantes
- Copa de la Liga de balonmano (1): 2022

### RK Zagreb
- Liga de Croacia de balonmano (1): 2023
- Copa de Croacia de balonmano (1): 2023

### RK Vojvodina
- Liga de Serbia de balonmano (2): 2023, 2024

## Clubes
| Club                    | País    | Año         |
| ----------------------- | ------- | ----------- |
| RK Metaloplastika Šabac | Serbia  | - 2020      |
| HBC Nantes              | Francia | 2020 - 2022 |
| RK Zagreb               | Croacia | 2022        |
| RK Vojvodina            | Serbia  | 2022 - Act. |